# 紐尤利安 (阿拉巴馬州)
紐尤利安（英語：New Union）是一個位於美國阿拉巴馬州埃托瓦縣的非建制地區和人口普查指定地區。根據2010年美國人口普查，該地人口為1511人。

## 地理
紐尤利安的座標為34°08′01″N 86°13′41″W / 34.13361°N 86.22805°W，而該地最高點為海拔高度392米（即1286英尺）。